# JS-2
Josif Staljin 2 ili skraćeno JS-2 (ponekad nazivan i IS-2) je bio sovjetski teški tenk nakon drugog svjetskog rata. Ime je dobio po sovjetskom vođi Josifu Visarionoviču Džugašviliu Staljinu. Razvijan je gotovo usporedno s JS-1 tenkom i otklonio je njegove nedostatke.

## Razvoj
Razvoj JS-2 započeo je usporedno s razvojem JS-1 tenka. Oba tenka su testirana i uglavnom su zadovoljili potrebe Crvene armije. JS-2 je za razliku od JS-1 imao veću paljibenu moć (85 mm top nasprem 122 mm top na JS-2). U početku JS-2 je označen kao Objekt 234.
Tijekom testiranja javili su se problemi s podvozjem i transmisijom. Javio se i problem zaokretanja tijekom vožnje po mekanom terenu te smicanje gusjenica zbog ulaska zemlje i drugog materijala u njih. Komisija je kao rješenje predložila povećanje broja oslonih kotača. Istodobno je dana dozvola za početak priprema za serijsku proizvodnju u tvornicama Korov (u Čeljabinskom), Tvornici 100 i Tvornici 200 te u Tvornici teških strojeva Ural. Već na početku priprema došlo je do zastoja. U travnju 1943. sovjetska je vojska prvi put dobila točne podatke o razini oklopne zaštite njemačkog Tigera (jedan zarobljeni primjerak testiran je na poligonu Kubinka), pa je odmah donesena odluka da se svi novi tenkovi opreme moćnijim topovskim naoružanjem. Nakon opsežnih testiranja otkriveno je da je protiv Tigera jedino učinkovito oružje protuzračni top 52-K model 1939. Taj je top mogao na udaljenosti od 1000 metara probiti čeoni oklop Tigera debljine 100 mm. Po Dekretu 3289 od 5. svibnja 1943. svi su projektanti i proizvođači tenkova morali razviti nove inačice svojih proizvoda s novim topom. Ovaj je dekret obuhvatio i tenk KV-1 te oba JS koja su još uvijek bila u razvoju. Da bi se to uopće moglo ostvariti prvo je trebalo top 52-K prilagoditi ugradnji u tenkovske kupole. Tog su se posla, između ostalih, prihvatili Središnji projektni topnički biro (pod vodstvom V. G. Grabina) i projektni biro Tvornice 9 (pod vodstvom F. F. Petrova). Već sredinom lipnja oba su biroa isporučila po dva prilagođena topa (S-31 i D-5T). Grabin se odlučio na kombinaciju cijevi topa od 85 mm i osnove preuzete s tenkovskog topa ZiS-5 kalibra 76,2 mm, nadajući se da će tako smanjiti cijenu razvoja i pojednostavniti ugradnju topa. D-5T bio je tek neznatno modificiran top D-5S, razvijen za samovozni top SU-85. Prednosti D-5T bile su mala masa i silina trzaja tijekom opaljenja. Od samog početka testiranja postalo je jasno da bez obzira na odabir, oba topa dodatno smanjuju i tako skučeni prostor u kupoli. Jedino pravo rješenje bilo je projektiranje nove, veće kupole povećane zapremine. To je neminovno dovelo i do produženja tijela za 420 mm. Kako projektiranje i izrada novih kalupa za lijevanje traži dosta vremena, došlo je do odgađanja početka serijske proizvodnje. Posao izrade te kupole dodijeljen je Tvornici 200.
Kako bi se kompenziralo produživanje tijela, dodan je još jedan osloni kotač. Sve su te izmjene dovele do povećanja mase na čak 44 tone, što je bitno smanjilo pokretljivost tenka, ali se to smatralo prihvatljivom cijenom povećanja paljbene moći. JS opremljen topom kalibra 85 mm dobio je tvorničku oznaku Objekt 237. Početkom srpnja 1943. za testiranje su bila spremna dva tenka, jedan s topom S-31, drugi s D5-T. U isto vrijeme za testiranje su bila spremna i dva tenka KV-1S, tako da je testiranje sva četiri tenka obavljeno istodobno. Na temelju tih testiranja odlučeno je da će u serijsku uporabu ući tenkovi opremljeni topom D5-T. Tada su im oznake promijenjene u KV-84 i JS-85. Po jedan KV-84 i JS-85 dopremljeni su 31. srpnja 1943. na poligon Kubinka radi detaljnijih testiranja. Tenkove je na poligon pratilo čak dvadeset i osam inženjera predvođenih glavnim inženjerom Tvornice 100 N. M. Sineevim. Testiranja su započela 2. kolovoza pod izravnim nadzorom tadašnjeg šefa nabave Crvene armije general bojnika S. A. Afonina. Što zbog zadovoljavajućih rezultata, a što zbog urgentne potrebe da se proizvede tenk koji bi se nosio s njemačkim Tigerom, oba su tenka odobrena za serijsku proizvodnju. Već 8. kolovoza 1943. KV-84 i JS-85, kao dio povorke eksperimentalnih oklopnih vozila, dospjeli su u Kremlj gdje su pokazani najužem sovjetskom vodstvu predvođenom osobno Staljinom. Zbog potrebe sigurnosti sve su posade zamijenjene časnicima NKVD-a.

## Operativna uporaba
Odredbom 4043 od 4. rujna 1943. JS-85 (JS-1) je uveden u operativnu uporabu. Istom je uredbom zapovijeđen razvoj JS tenka naoružanog topom kalibra 122 mm i samovozne haubice kalibra 152 mm. Testiranje JS-a s topom od 122 mm započelo je 15. listopada 1943., a haubice JSU-152 1. studenoga iste godine. Poticaj za naoružavanje JS-a novim topom dao je direktor i glavni projektant Tvornice 100 Ž. J. Kotin. On je u kolovozu 1943., nakon opsežnih studija Kurske bitke, spoznao da je daleko najviše njemačkih tenkova uništeno vučenim protutenkovskim topom A-19 Model 1931 kalibra 122 mm. Do istog su zaključka došli i stručnjaci u Tvornici 9, pa su na brzinu postavili cijev s topa A-19 na haubicu M-30 istog kalibra i tako dobili teški protutenkovski top D-2. Osnovna namjena D-2 bila je vučeni teški protutenkovski top namijenjen uništavanju Tigera. Prva su testiranja više nego zadovoljila, pa je odmah odlučeno da se pokuša i slična prilagodba cijevi A-19 i ugradnji u tenk JS, tako da se kao osnova uporabi eksperimentalna tenkovska haubica U-11 kalibra 122 mm. Iako je zbog potreba ugradnje topa D-5T kupola JS-85 (JS-1) povećana, ipak je unutrašnjost bila premala za ugradnju topa kalibra 122 mm. Najveći je problem bio dugi hod cijevi tijekom opaljenja. Rješenje problema nađeno je u postavljanju plinske kočnice na usta cijevi. Od predložena tri rješenja najučinkovitijim se pokazalo "njemačko", kopija plinske kočnice s tenka Tiger.
Nakon što je usklađena sva potrebna tehnička dokumentacija između Tvornice 100 i Tvornice 9 u osjetljivu misiju u Moskvu krenuo je J. Kotin osobno, kako bi tamošnjeg narodnog komesara za tenkovsku industriju (danas bi rekli ministra) V. A. Maljševa uvjerio u potrebu opremanja JS-85 (JS-1) topom kalibra 122 mm. Kotin je vrlo dobro obavio svoju misiju, jer je Malješev osobno odnio prijedlog Staljinu na odobrenje. Time je cijeli proces znatno ubrzan, pa je već 31. listopada 1943. izdan Dekret 4479 o ulasku tenka JS-122 u operativnu uporabu, ili u stvarnosti odobrenje za serijsku proizvodnju. Istim je dekretom zapovijeđeno da Tvornica 9 odmah, rabeći A-19 kao osnovu, započne s razvojem topa s poluatomatskim sustavom rada (kao kod pištolja). Prvi je top dovršen 11. studenog 1943., a testiranja su započela 16 dana kasnije. U isto vrijeme započela je serijska proizvodnja topova za JS-122 s klasičnim klinastim zatvaračem. Odobren je i početak testiranja nekoliko topova kalibra 100 mm na tenkovima JS. Dalekosežnost ove odluke postat će jasna tek nakon II. svjetskog rata pojavom tenka T-54.
Prvi primjerak topa A-19 prilagođenog ugradnji na JS tenk, bio je gotov 12. studenog 1943. Prilagodba je napravljena tako da je cijev topa D-2 ugrađena u top D-5T, čime je dobiven top D-25T. Zadržana je originalna plinska kočnica s D-2 koju će naknadno zamijeniti "njemačka". Prvi JS-122 (Objekt 240) prošao je službena ispitivanja brzo i lako. Na jednoj demonstraciji učinkovitosti za K. E. Vorošilova JS-122 je pogodio zarobljeni njemački tenk Panther na udaljenosti od 1500 m. Projektil je pogodio bočni dio Pantherove kupole, proletio na drugu stranu van i letio još nekoliko metara. Tijekom te demonstracije razletjela se plinska kočnica s A-19 i gotovo ubila Vorošilova. Nakon toga su projektanti Tvornice 9 brže-bolje zamijenili svoju konstrukciju "njemačkom".
Prvi serijski JS-85 (JS-1) isporučen je u listopadu 1943., a prvi JS-122 (JS-2) u prosincu iste godine. Zanimljivo je da je do kraja 1943. nastavljena i proizvodnja KV-85. Iako je bilo jasno da je JS-2 daleko bolji tenk od JS-1, zbog birokratske sporosti proizvodnja JS-1 je nastavljena sve do siječnja 1944. Zna se da je tvornica Korov do tada isporučila najmanje 40 JS-85 ili JS-1 tenkova te da ih je ukupno napravljeno 107. Nakon toga napokon su došle sve odluke, pa je nastavljena proizvodnja isključivo JS-122 ili JS-2. U to je vrijeme došao i novi top D-25T s poluautomatskim principom rada zatvarača koji je omogućio povećanje brzine paljbe s jedne ili jedne i pol na dvije granate u minuti. U ožujku 1944. "njemačka" plinska kočnica je zamijenjena navodno boljom TsAKB kočnicom.
Istog mjeseca i službeno su promijenjene oznake, pa je JS-85 postao JS-1, a JS-122 - JS-2.
Unatoč svim prednostima u odnosu na JS-1, Crvena armija nije bila u potpunosti zadovoljna s JS-2. Zamjerali su mu malu brzinu paljbe i ograničen borbeni komplet od samo 28 granata kalibra 122 mm. Za usporedbu, JS-1 je nosio 59 granata kalibra 85 mm, a KV-1S čak 114 granata 76,2 mm. Osim toga, prva iskustva iz borbe pokazala su da učinkovitost topa D-5T i nije tolika kolika je bila na testiranjima. Naime, s kumulativnom granatom BR-471 JS-2 je mogao probijati čeoni oklop njemačkih teških tenkova Panther na udaljenostima od tek 600 do 700 metara. Tenkove Tiger I, koji su unatoč većoj masi imali tanji čeoni oklop od Panthera, JS-2 je s BR-471 granatom mogao uništavati na prihvatljivoj udaljenosti od 1200 metara. S druge strane, zbog primitivnih ciljničkih uređaja toga vremena, pogađanje tenka na udaljenostima većim od 1000 metara bila je moguća samo ako su i cilj i napadač stajali. Pogađanje ciljeva iz pokreta bilo isključivo rezultat puke sreće. Tajna veće otpornosti Panthera u odnosu na Tigera I bila je i u konstrukciji kupole. Za razliku od vertikalnih stranica Tigera I, Pantherove su bile zakošene, pa je granata pri udaru od njih imala povećanu tendenciju rikošetiranja. Tu će pojavu sovjetski tenkovski stručnjaci itekako dobro uočiti, pa će je masovno rabiti na svim poslijeratnim sovjetskim tenkovima.
Učinkovitost JS-2 protiv Panthera znatno se povećala uporabom razorne granate OF-471 koja nije probijala oklop nego ga kidala. Pritom su krhotine oklopa ubijale ili teško ranjavale posadu. Ako bi projektil OF-471 granate pogodio dovoljno nisko u čeoni oklop, blizu spoja kupole i tijela, rezultat bi bio potpuno uništenje prednjeg dijela tenka.
Unatoč tome Crvena armija je tražila da se u što kraćem roku razvije nova kumulativna granata koja će sigurno uništavati Panthere, ali i nove njemačke tenkove čije se pojavljivanje na bojištima tek očekivalo, bez obzira na kut udara. Problem je riješen već na ljeto 1944., ali ne uporabom nove granate već njemačkim problemima u proizvodnji čelika. Naime, otkriveno je da je tijekom borbe jedna BR-471 granata slučajno pogodila Panthera na udaljenosti od čak 2500 metara i pritom se odbila od njegovog čeonog oklopa. Unatoč tome na tenku je ostala velika rupa i nekoliko pukotina. U to vrijeme njemačka industrija je počela osjećati sve veći nedostatak strateških sirovina, pa je započela potraga za nadomjescima. Kako bi se povećala čvrstoća pancirnog čelika za tenkove, počeli su mu dodavati ugljik pomiješan s niklom. Na taj su način željeli povećati žilavost oklopa bez povećanja debljine. Zbog neiskustva i nemogućnosti dugotrajnih testiranja, prerano su uveli takav pancirni oklop u uporabu. Praksa je pokazala da je takav oklop bio krhak, posebno na varovima pancirnih ploča. Na žalost Crvene armije u izravnim okršajima s Pantherama i Tigerima lijevani oklop JS-1/2 nije se pokazao ništa boljim.
Kako ništa nije tako dobro da ne može biti bolje, početkom 1944. pokrenut je projekt poboljšanja oklopne zaštite JS-1/2 pokušajem uporabe čelika povećane čvrstoće. Međutim, ono što se često u teoriji čini dobrim, u praksi se pokaže problematičnim. U ovom slučaju najvećim se problemom nije pokazala postupak izrade takvog čelika, već njegova završna obrada jer su se alati, koji su se rabili za mekaniji čelik, pokazali neuporabljivim pri obradi čvršćeg. Kako bi opremanje tvornica potpuno novim alatom bilo preskupo, cijeli je projekt odgođen. Da to baš i nije bila najbolja odluka pokazalo je testiranje obavljeno u ožujku 1944. kad je jedan JS-2 gađan s 500 do 600 metara iz topa ZiS-3 kalibra 76,2 mm. Iako relativno malog kalibra, top je izbušio JS-2 "kao švicarski sir", čak i s čeone strane. One granate koji nisu uspjele probiti oklop izazvale su teška oštećenja s odlamanjem krhotina oklopa s unutarnje strane čija je ubojitost bila ista kao i gelera granata. Ovo je testiranje objasnilo velike gubitke JS-85 i JS-122 na početku operativne uporabe tijekom zime i proljeća 1944.
Kako je Panther rabio top od 75 mm, a Tigher od 88 mm, bilo je jasno da se nešto žurno mora poduzeti. Taj složeni projekt dodijeljen je Središnjem znanstveno-istraživačkom institutu 40 (TsNII-40). Istraživanja su pokazala kako bi se uz zadržavanje istog oblika čeonog oklopa tijela i kupole on morao podebljati za 20 mm, ako se želi postići zaštita od topa od 75 mm, ili za 30 mm ako se želi postići zaštita od topa od 88 mm. Kako se nije moglo znati s kim će se JS-evi sukobiti, preporučeno je da debljina čeonog oklopa ne bude tanja od 145 mm, ili optimalna 150 mm. TsNII-40 je predložio da se umjesto podebljanja oklopa uporabi kombinacija debljeg oklopa i novog oblika prednjeg dijela tijela tenka i kupole. Umjesto tri ploče postavljene pod kutovima od 30 i 72 stupnjeva, predložena je jednostavnije konstrukcija s dvije ploče pod kutovima od 30 i 60 stupnjeva debljine 120 mm. Testiranja su pokazala da takvo rješenje uspješno štiti od topa kalibra 88 mm. Proizvodnja novog tijela započela je u svibnju 1944 (tvornica Ural). Kako nisu sve tvornice odmah prešle na novu proizvodnju sve do kraja 1944. istodobno su se proizvodili JS-2 sa starim i novim tijelom. IS-2 će u proizvodnji ostati sve do kraja Drugog svjetskog rata u Europi. 
Stručnjaci TsNII-40 instituta otkrili su da je problem poboljšanja zaštite kupole znatno složeniji. Naime, zbog ugradnje topa D-25T u kupolu namijenjenu topu kalibra 85 mm došlo je do destabilizacije. Svako povećanje debljine čeonog oklopa samo bi pogoršalo situaciju. Zbog toga je bilo potrebno izvesti potpunu izmjenu dizajna kupole i ugradnju novog (jačeg) sustava za pokretanje. Kako je svaka veća izmjena kupole značila i prekid proizvodnje, cijeli je plan odbačen. Unatoč tome svaki je proizvođač s vremenom činio zasebne manje izmjene kako bi poboljšao učinkovitost tenka. Izmjene su se najčešće odnosile na blago povećanje debljine bočnih stranica kupole. Veće poboljšanje bila je ugradnja teške strojnice DShK na kupolu zapovjednika.

## Ratna uporaba
Vojni zadaci ovog tenka su bili identični onima njemačkih  Tigar i  Kraljevski tigar. Njihova upotreba se svodila samo na mjestima fronta gdje se želila postići kratkotrajna vojna nadmoć. Kako se u to vrijeme Sovjetski Savez nalazio u ofenzivi njegova najčešća upotreba se svodila u pravljenju rupa u protivničkoj obrambenoj liniji. Kada bi odred IS-2 ostvario postavljeni cilj on bi se povukao u pozadinu u očekivanju novih naređenja za uporabu na nekom novom odlučujućem mjestu. Svoje pravo vatreno krštenje ovaj tenk tijekom Drugog svjetskog rata doživljava u kolovozu 1944. kada biva upotrebljen protiv njemačkog kraljevskog tigra u bici na rijeci Visli. Tada 11 IS-2 tenkova zahvaljujući "uspješnoj taktici" uspijeva uništiti 4 od 15 kraljevskih tigrova uz vlastite gubitke od 3 tenka i još 7 oštećenih nakon čega je ova tenkovska jedinica bila izbačena iz borbe (ovo je ipak bio vojni uspjeh). Pri analizi bitke stručnjaci Crvene armije su ostali iznenađeni otkrićem da je protivnik uspio probiti oklop njihovog tenka na udaljenosti od 1 kilometra zbog greške u konstrukciji.[nedostaje izvor]
Bez obzira na te dizajnerske nedostatke on je bio nadmoćan svim tenkovima zapadnih saveznika koji nakon njegovog promatranja na paradi pobjede u Berlinu donose odluku o gradnji sličnog teškog tenka. Njegov glavni problem nalazio se u skupoći proizvodnje što je rezultiralo ograničenjem njegove uporabe da ga se ne bi izgubilo u nekim "nevažnim sukobima".

## Oprema
Između testnog JS-1 i masovno proizvedenog JS-2 postoje samo tri, ali svima vidljive razlike. Prvu čini top od 122 mm što ima JS-2. On je veći gotovo 50 posto od onoga kojega je nosio prethodnik. Najveća zabrinutost su bile performanse topa protiv njemačkih tenkova pa je napravljeno testiranje na zarobljenom Panteru prilikom kojega je zrno iz 122 mm topa probilo Panterov prednji oklop, prošlo kroz odjel za posadu, probilo motor i na kraju probilo i stražnji oklop tj. prošlo je kroz cijeli tenk![nedostaje izvor]
Zajedno s njegovom ugradnjom dolazi do povećenja dužine tenka i pojačavanja oklopa što ovaj tenk težak 46 tona čini jednako teškim kao i sovjetski KV-85 ili njemački Panter, ali ujedno i dvije tone težim od JS-1. Kako bi se zadržala pod kontrolom ukupna težina tenka smanjena je količina streljiva koju prevozi što mu je tijekom bitka znalo zadati ne male probleme. Dodatni problem je bio što se streljivo sastojalo iz dva dijela, od zrna i barutnog punjenja što je uporavalo brzinu otvaranja vatre, ali vatrena moć 122 mm topa je taj nedostatak više nego nadoknađivala.
Prije obustave proizvodnje koja nastupa mjesec dana po padu Berlina izgrađeno je sveukupno nešto manje od 3500 primjeraka ovog tenka.[nedostaje izvor] U proizvodnji on biva nakratko naslijeđen s JS-3 koji se nije koristio u Drugom svjetskom ratu.

## Vanjske poveznice
- Soviet-empire.com  Arhivirana inačica izvorne stranice od 7. veljače 2005. (Wayback Machine)